# فاليري هانسن
فاليري هانسن (بالإنجليزية: Valerie Hansen) هي مؤرخة أمريكية، ولدت في 1958.